# (3047) Goethe
Pour les articles homonymes, voir Goethe (homonymie).
(3047) Goethe est un astéroïde de la ceinture principale.

## Description
(3047) Goethe est un astéroïde de la ceinture principale. Il fut découvert par le programme PLS le 24 septembre 1960 à l'observatoire Palomar. Il présente une orbite caractérisée par un demi-grand axe de 2,64 UA, une excentricité de 0,027 et une inclinaison de 1,61° par rapport à l'écliptique.
Il fut nommé en hommage à Johann Wolfgang von Goethe (1749-1832), poète, dramaturge et romancier allemand.

## Compléments